# Tobe Hooper
Pour les articles homonymes, voir Hooper.
Tobe Hooper est un réalisateur américain, né le 25 janvier 1943 à Austin (Texas) et mort le 26 août 2017 à Los Angeles (Californie), principalement connu pour ses films d'horreur dont le plus célèbre est Massacre à la tronçonneuse.

## Biographie

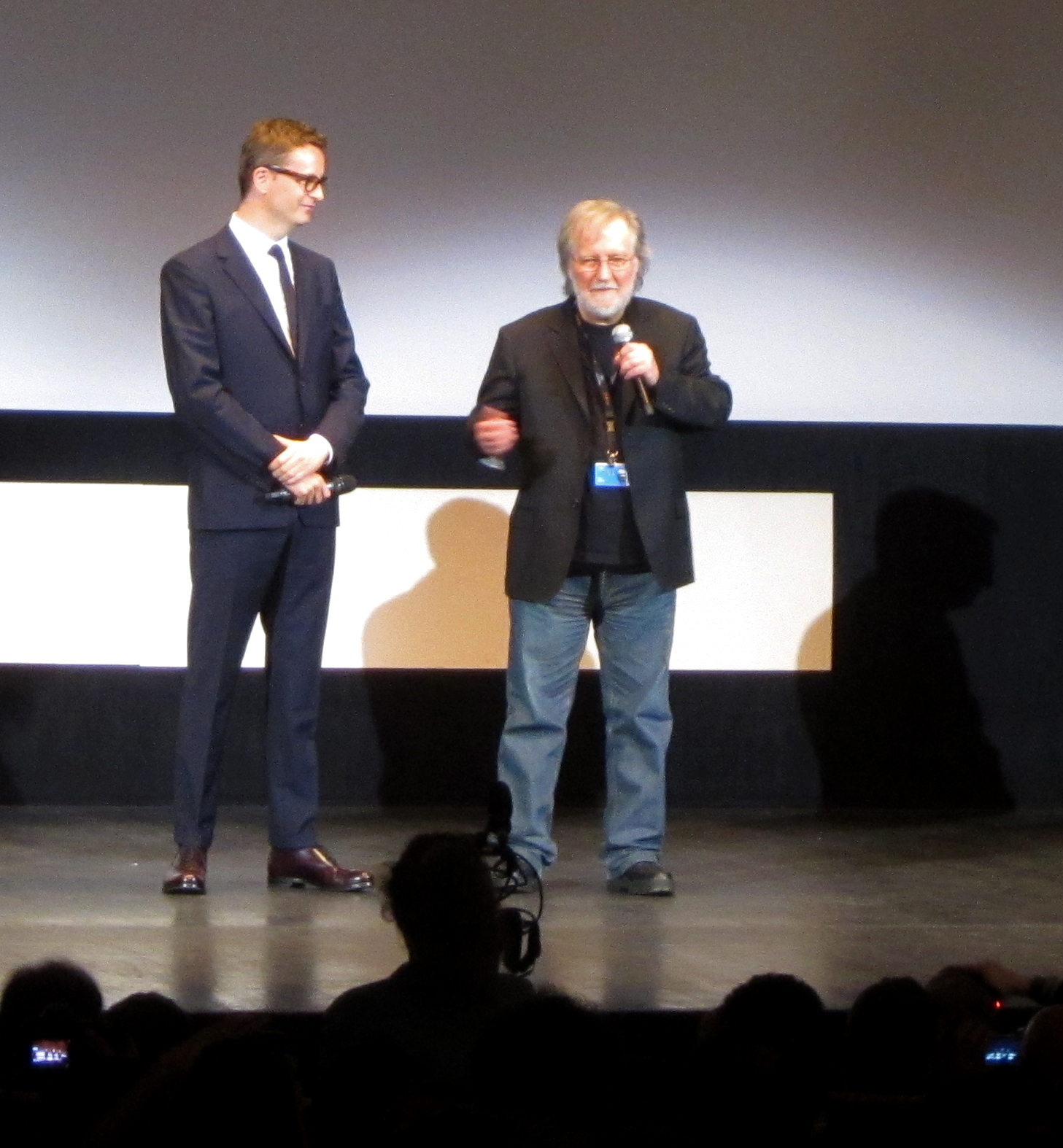
Tobe Hooper au côté de Nicolas Winding Refn lors de la projection de Massacre à la tronçonneuse (version restaurée) à la Quinzaine des réalisateurs du Festival de Cannes 2014.

Tobe Hooper naît William Tobe Hooper le 25 janvier 1943 à Austin, au Texas, de Lois Belle Crosby et Norman William Ray Hooper, qui possédait un théâtre à San Angelo. En 1962, il entre au département Radio-Television-Film de l'université du Texas et travaille également en tant que cadreur pour la station de télévision KLRN. Il est engagé afin de filmer un documentaire consacré au groupe folk Peter, Paul and Mary. En 1970, Hooper réalise Eggshells, un long métrage à petit budget. À cette occasion il fait la connaissance de Kim Henkel.
Tobe Hooper organise un casting qui réunit professeurs et élèves de son école. Avec Kim Henkel, il réalise Massacre à la tronçonneuse, film qui influence l'industrie du film d'horreur et reste aujourd'hui un classique du genre. Hooper s'inspire pour ce film de la vie d'Ed Gein, tueur nécrophile responsable du meurtre de plusieurs personnes dans les années 1950. En 1976, Tobe Hooper reforme l'équipe de ce film pour réaliser Le Crocodile de la mort (Eaten Alive en version originale), film d'horreur gore avec Mel Ferrer, William Finley et Marilyn Burns (l'actrice principale de Massacre à la tronçonneuse). Ce film conte l'histoire d'un gardien de motel donnant ses clients en pâture à son alligator. Dans ce même film, un rôle principal aida la carrière de Robert Englund à décoller et il retravailla avec Tobe Hooper à plusieurs reprises. Le Crocodile de la mort reçut de nombreux prix dans des festivals de films d'horreur.
En 1979, Tobe Hooper est choisi par les productions Film Ventures International pour réaliser The Dark, un thriller de science-fiction mais est remercié trois jours après le début du tournage et remplacé par John Cardos. Il a plus de chance la même année avec l'adaptation en feuilleton de Salem, le roman de Stephen King. En 1981, il réalise, pour Universal Pictures, Massacres dans le train fantôme. En 1982, il rencontre le succès quand Steven Spielberg le choisit pour réaliser une de ses productions, Poltergeist, qui devient rapidement un succès au box-office. Des rumeurs persistantes affirment que Steven Spielberg aurait réalisé une grande partie du film. Il est vrai que ce dernier était particulièrement investi sur le projet, puisqu'il monta et contrôla la plupart des scènes.
Poltergeist a peut-être plus de succès que Massacre à la tronçonneuse mais trois ans s'écoulent avant que Tobe Hooper ne retrouve enfin du travail. Il signe un contrat de trois ans avec Menahem Golan et Cannon Films, et réalise de nombreux films dont l'apocalyptique Lifeforce, l'Étoile du mal en 1985, L'invasion vient de mars en 1986, un remake de Les Envahisseurs de la planète rouge, et une suite à son premier film, Massacre à la tronçonneuse 2. Il réalise également deux films avec Robert Englund, Nuit de la Terreur en 1993 et The Mangler en 1995, ainsi que de nombreux épisodes pour des séries télévisées d'horreur comme Les Contes de la crypte. Il réalise aussi l'épisode pilote de Freddy, le cauchemar de vos nuits (Freddy's Nightmares), préquelle télévisée du film de Wes Craven, Les Griffes de la nuit. Malgré des critiques très favorables, son remake d'un classique du film d'horreur The Toolbox Murders sort directement en vidéo. Son film suivant, Mortuary a, en revanche, les honneurs d'une exploitation en salles dans l'Hexagone en 2005. Sa dernière réalisation, Djinn, a connu une post-production houleuse et ne sera distribuée qu'en 2016 (soit trois ans après la fin de son tournage) en DVD et Blu-ray en Allemagne puis aux États-Unis.
En 2017, il apparaît dans le film documentaire de Jean-Baptiste Thoret, We Blew It[réf. nécessaire].
Il meurt le 26 août 2017 à Los Angeles, en Californie,, à l'âge de 74 ans. Les causes du décès ne sont pas connues du public.

## Filmographie

### Cinéma
- 1970 : Eggshells
- 1974 : Massacre à la tronçonneuse (The Texas Chain Saw Massacre)
- 1977 : Le Crocodile de la mort (Eaten Alive)
- 1981 : Massacres dans le train fantôme (The Funhouse)
- 1982 : Poltergeist
- 1985 : Lifeforce, l'Étoile du mal (Lifeforce)
- 1986 : L'invasion vient de Mars (Invaders from Mars)
- 1986 : Massacre à la tronçonneuse 2 (The Texas Chainsaw Massacre 2)
- 1990 : Spontaneous Combustion, le Feu de l'au-delà (Spontaneous Combustion)
- 1993 : Nuit de la terreur (Night Terrors)
- 1995 : The Mangler
- 2000 : Crocodile
- 2004 : Toolbox Murders
- 2005 : Mortuary
- 2013 : Djinn

### Télévision
- 1979 : Les Vampires de Salem (Salem's Lot)
- 1988 : Freddy's Nightmares - épisode C'était un tendre (No More Mr. Nice Guy)
- 1990 : Les Contes de la crypte - épisode  La Perle noire
- 1990 : Red Evil Terror ou Robe de sang (I'm Dangerous Tonight)
- 1991 : Haunted Lives: True Ghost Stories
- 1993 : Petits Cauchemars avant la nuit (Body Bags) - segment Œil pour œil (Eye)
- 1999 : The Apartment Complex
- 2002 : Shadow Realm
- 2002 : Disparition (Taken) - épisode Beyond the sky
- 2005 : Les Maîtres de l'horreur, épisode Dance of the Dead
- 2006 : Les Maîtres de l'horreur, épisode The Damned Thing

### Clips musicaux
- 1983 : Dancing with Myself (Billy Idol)

## Publication
- Tobe Hooper, Alan Goldsher, Midnight Movie, Paris, Michel Lafon, 2011